# Horacio Baldessari
Horacio Raúl Baldessari Guntero (San Francisco, Córdoba, 21 de noviembre de 1958) fue un exfutbolista y entrenador de fútbol peruanoargentino que se desempeñaba como delantero y que jugó profesionalmente en Argentina, Bolivia y Perú. La Pepa, la Fierita, Cuqui o la Bruja, como es cariñosamente conocido, ha sido uno de los goleadores históricos de la primera división de Bolivia. De igual forma, se consagró máximo anotador de la primera división del Perú en 1991. 
Se radicó en Lima, Perú, en 1990. Fue director técnico del Comerciantes Unidos, equipo con el que fue campeón de la segunda división del Perú en 2015. También fue comentarista habitual en diversos programas deportivos de la televisión y de emisoras de radio peruanas.

## Trayectoria
Comenzó su carrera en 1975 con el club Sportivo Belgrano, de San Francisco. Jugó también por el Belgrano de Córdoba la temporada siguiente. En el Nacional 1977, jugó un solo partido como delantero de Belgrano de Córdoba.
En 1978 llegó a Bolivia fichado por el Blooming. Años más tarde, por el Oriente Petrolero, Bolívar y Destroyer's. En su paso por el fútbol boliviano, anotó 161 goles, que lo hacen el quinto goleador histórico de la primera división de Bolivia.
Llegó al Perú en 1990, jugó una destacada temporada con el Deportivo Municipal que le valió para firmar por el Sporting Cristal la temporada siguiente. El Campeonato Descentralizado 1991 fue especial para Baldessari al consagrarse campeón y goleador de la temporada con veinticinco goles, además de convertirse en referente de la recién formada barra popular Extremo Celeste por su entrega dentro de la cancha.
Se retiró con el equipo celeste en 1993 tras jugar la Libertadores de ese año, en que avanzó hasta los cuartos de final.

## Entrenador
El mismo año de su retiro como futbolista, Baldessari debutó como entrenador, dirigiendo en la Copa Perú al Aurich-Cañaña. Consiguió con los chiclayanos el título del torneo en 1993 y el ascenso a primera división.
Durante su trayectoria, dirigió también al Deportivo Municipal, Juan Aurich (con el que ganó nuevamente la Copa Perú), Carlos Mannucci y Comerciantes Unidos, con el que ganó por primera vez la segunda división peruana en el año 2015.
Fue DT. en Copa Perú en clubes de Huánuco y Lambayeque.

## Denuncia de soborno en Copa Perú
En el año 2011, cuando Baldessari se encontraba dirigiendo al Carlos A. Mannucci, protagonizó un infame episodio. Previamente a un partido de Copa Perú, el arquero del equipo recibió un soborno de mil quinientos soles por parte de personas del equipo rival. Producto de esto, Baldessari convocó a los medios de comunicación y declaró ante las cámaras el intento de soborno, para esto procedió a limpiarse su trasero con los billetes frente a las cámaras y decir la polémica frase «Me limpio el cuIo con esto, con esto me limpio el cuIo». Su accionar se hizo viral y generó un escándalo en los medios. Posteriormente, Baldessari, arrepentido de sus acciones, reconoció que no debió expresarse de la manera que lo hizo.

## Periodista deportivo
Horacio Baldessari, a finales de los noventa y en el siglo XXI, participó también en diversos programas deportivos trabajando como comentarista deportivo en los programas Contragolpe y Show de goles en Cable Mágico Deportes, y en el programa televisivo Teledeportes, de Panamericana Televisión. Fue panelista del Bendito programa deportivo de las 12, que condujo Gustavo Barnechea en Latina Televisión.

## Clubes

### Como futbolista
| Club                | País      | Año       |
| ------------------- | --------- | --------- |
| Sportivo Belgrano   | Argentina | 1975      |
| Belgrano            | Argentina | 1976-1977 |
| Blooming            | Bolivia   | 1978-1979 |
| Belgrano            | Argentina | 1980      |
| Racing de Córdoba   | Argentina | 1980-1981 |
| Oriente Petrolero   | Bolivia   | 1982      |
| Bolívar             | Bolivia   | 1983      |
| Oriente Petrolero   | Bolivia   | 1984      |
| Bolívar             | Bolivia   | 1985      |
| Blooming            | Bolivia   | 1986-1987 |
| Destroyer's         | Bolivia   | 1988      |
| Belgrano            | Argentina | 1988-1989 |
| Deportivo Municipal | Perú      | 1990      |
| Sporting Cristal    | Perú      | 1991-1993 |

### Como entrenador
| Club                  | País | Año       |
| --------------------- | ---- | --------- |
| Aurich-Cañaña         | Perú | 1993-1995 |
| Deportivo Municipal   | Perú | 2000      |
| Juan Aurich           | Perú | 2007      |
| Club Atlético Chalaco | Perú | 2008      |
| Comerciantes Unidos   | Perú | 2010      |
| Carlos Mannucci       | Perú | 2011      |
| Comerciantes Unidos   | Perú | 2013-2015 |
| Los Caimanes          | Perú | 2021      |

## Palmarés

### Como futbolista
| Título           | Club             | País       | Año  |
| ---------------- | ---------------- | ---------- | ---- |
| Campeón nacional | Bolivar          | 🇧🇴 Bolivia | 1983 |
| Campeón nacional | Bolívar          | Bolivia    | 1985 |
| Campeón nacional | Sporting Cristal | Perú       | 1991 |

### Como entrenador
| Título    | Club          | País | Año  |
| --------- | ------------- | ---- | ---- |
| Copa Perú | Aurich-Cañaña | Perú | 1993 |
| Copa Perú | Juan Aurich   | Perú | 2007 |

### Distinciones individuales
| Distinción                                              | Club              | Año  |
| ------------------------------------------------------- | ----------------- | ---- |
| Máximo goleador (31 goles), primera división de Bolivia | Blooming          | 1979 |
| Máximo goleador (25 goles), primera división de Bolivia | Oriente Petrolero | 1982 |
| Máximo goleador (25 goles), primera división del Perú   | Sporting Cristal  | 1991 |